# .tz
.tz is het achtervoegsel van domeinen van websites uit de Tanzania.